# Bortziriak
Pour les articles homonymes, voir Cinco Villas (homonymie).
Bortziriak en basque ou Cinco Villas de la Montaña en espagnol, est une comarque située dans le nord de la Navarre, dans la zone pyrénéenne, en Espagne.
Les cinq villages qui la composent sont : Bera, Lesaka, Etxalar, Igantzi et Arantza.

## Étymologie
Bortziriak et Cinco Villas signifie littéralement : « les cinq villages »

## Contexte géographique
En traversant ce territoire du sud au nord, le fleuve Bidassoa forme une véritable vallée qui, bien que peu encaissée, devient plus large vers Bera. Les cinq localités se situent autour de ce fleuve et son paysage, aux couleurs intenses, où les fermes sont dispersées entre les champs, chênes, hêtres et châtaigniers. Cette rivière constitue la colonne vertébrale de la comarque.

## Limites
Elle est limitée au nord par la France (Labourd - Pyrénées-Atlantiques), à l'est par la vallée du Baztan, au sud par la vallée de Bertizarana et à l'ouest par la vallée de l'Urumea et le Guipuscoa (comarque de Basse Bidassoa).

## Importance historique
Ces cinq localités avaient le statut de « villes ». Leur caractère a été marqué par la proximité de la frontière avec l'état français, ainsi que par l'existence, du XVIe au XIXe siècle, des premiers ateliers industriels, les forges. Les cinq villes cesseront d'être, avec l'arrivée de l'industrialisation, une comarque principalement rurale, et c'est ici que l'on trouve la majeure partie de l'industrie de la zone nord de la communauté forale de Navarre.

### Sources
- (es) Cet article est partiellement ou en totalité issu de l’article de Wikipédia en espagnol intitulé « Cinco Villas (Navarra) » (voir la liste des auteurs).